# Otus rutilus
L'assiolo malgascio o assiolo del Madagascar (Otus rutilus (Pucheran, 1849)) è un uccello della famiglia Strigidae, endemico del Madagascar.

## Distribuzione e habitat
La specie è ampiamente diffusa in tutto il Madagascar; nella parte occidentale dell'isola il suo areale si sovrappone a quello dell'assiolo torotoroka (Otus madagascariensis), con il quale è stato per molto tempo assimilato.